# 그린즈버러 모나크스
| 그린즈버러 모나크스 |                                                             |
| 콘퍼런스            |                                                             |
| 디비전              | 웨스턴 디비전 (1990년~1991년) 이스트 디비전 (1991년~1995년) |
| 설립연도            | 1989년                                                      |
| 해체연도            | 1995년                                                      |
| 역사                | 그린즈버러 모나크스 (1989년~1995년)                         |
| 경기장              | 그린즈버러 콜리시엄                                         |
| 연고지              | 노스캐롤라이나주 그린즈버러                                 |
| 상징색              | 빨강, 파랑, 하양                                            |
| 구단주              |                                                             |
| 단장                |                                                             |
| 감독                |                                                             |
| NHL 제휴            |                                                             |
| AHL 제휴            |                                                             |
| 정규시즌 우승       |                                                             |
| 콘퍼런스 우승       |                                                             |
| 디비전 우승         | 1 (1991)                                                    |
| 켈리 컵             | 1 (1990)                                                    |
| 영구 결번           |                                                             |

그린즈버러 모나크스(Greensboro Monarchs)는 미국 노스캐롤라이나주 그린즈버러를 연고지로 하는 1989년부터 1995년까지 ECHL 소속되었던 아이스 하키팀이다.

## 역대 홈경기장
| 경기장              | 사용기간      | 수용인원 | 장소                        | 비고 |
| ------------------- | ------------- | -------- | --------------------------- | ---- |
| 그린즈버러 모나크스 |               |          |                             |      |
| 그린즈버러 콜리시엄 | 1989년~1995년 | 15,000명 | 노스캐롤라이나주 그린즈버러 | 빈칸 |